# Mundlapādu
Mundlapādu är en ort i Indien.   Den ligger i distriktet Prakasam och delstaten Andhra Pradesh, i den södra delen av landet, 1 500 km söder om huvudstaden New Delhi. Mundlapādu ligger 266 meter över havet och antalet invånare är 3 254.
Terrängen runt Mundlapādu är platt åt nordost, men åt sydväst är den kuperad. Terrängen runt Mundlapādu sluttar österut. Runt Mundlapādu är det ganska tätbefolkat, med 100 invånare per kvadratkilometer. Närmaste större samhälle är Giddalūr, 6,0 km nordost om Mundlapādu. Omgivningarna runt Mundlapādu är en mosaik av jordbruksmark och naturlig växtlighet.